# اومبرتو ساکریپانته
اومبرتو ساکریپانته (ایتالیایی: Umberto Sacripante؛ ۲ اکتبر ۱۹۰۴ – ۱۴ ژانویه ۱۹۷۵) هنرپیشه اهل ایتالیا بود.
از فیلم‌ها یا برنامه‌های تلویزیونی که وی در آن نقش داشته‌است می‌توان به فابیولا، ۱۸۶۰، وداع با اسلحه، چهار قدم در ابرها، شکار غم‌انگیز، دبران، رستاخیز، ترانه عشق، شام دلقک، فانی و میخانه سرخ اشاره کرد.